# HMS Agincourt (1865)
Pour les autres navires du même nom, voir HMS Agincourt.
Le HMS Agincourt est une frégate cuirassée de la classe Minotaur (en) de la Royal Navy.
La majeure partie de sa carrière se fait en tant que navire amiral du commandant en second de la Channel Fleet. Pendant la guerre russo-turque de 1877-1878, il fait partie des navires cuirassés envoyés à Constantinople pour empêcher une occupation russe de la capitale ottomane. Le navire est mis en réserve en 1889 et sert de navire-école de 1893 à 1909. Il est converti en ponton charbonnier et rebaptisé C.109. Agincourt sert à Sheerness jusqu'à sa vente à la ferraille en 1960.

## Description
Les frégates cuirassées de la classe Minotaur sont essentiellement des versions agrandies de la frégate cuirassée HMS Achilles avec un armement plus lourd, un blindage et des moteurs plus puissants. Leurs flancs sont entièrement blindés pour protéger les 50 canons. Chacune est équipée d'un éperon en forme de charrue qui est plus proéminent que celui du Achilles.
L’Agincourt a une machine à vapeur à bielle à retour horizontal à 2 cylindres, fabriquée par Maudslay, entraînant une seule hélice utilisant la vapeur fournie par 10 chaudières à tubes de fumée rectangulaires. Il produit un total de 3 300 kW lors des essais en mer du navire le 12 décembre 1865, l’Agincourt a une vitesse maximale de 13,55 nœuds (25 km/h).
L’Agincourt a cinq mâts et une surface de voilure de 3 008 m2. Il ne fait que 9,5 nœuds (18 km/h) sous voile principalement, parce que l'hélice du navire ne peut être que déconnectée et non hissée à l'arrière du navire pour réduire la traînée. Les deux cheminées sont semi-rétractables pour réduire la résistance au vent sous voile. En 1893–1894, après son retrait du service actif, l’Agincourt se fait retirer deux mâts et est regréé en barque. En 1907, les parties supérieures de l'un de ses mâts sont installées à la base navale HMS Ganges (en) pour être utilisées dans la formation des jeunes marins.
L'armement des navires de la classe Minotaur devait être composé de 40 canons Armstrong de 7 pouces RML (en) à chargement par la culasse sur le pont principal et de 10 autres sur le pont supérieur sur des supports pivotants. Le canon est une nouvelle conception d'Armstrong, mais s'avère un échec quelques années après son introduction. Le canon est retiré avant qu'aucun ne fût reçu par l'un des navires de classe Minotaur. À la place, on installe des fusils à chargement par la bouche de 7 et 9 pouces. Les quatre canons RML de 9 pouces 12 tonnes (en) et 20 canons RML de 7 pouces (en) sont montés sur le pont principal tandis que quatre canons de 7 pouces sont montés sur le pont supérieur comme canons de chasse. Le navire reçoit huit obusiers en laiton à utiliser comme canons de salut. Les orifices des canons mesurent 0,8 m de large, ce qui permet à chaque canon de tirer à 30° en avant et en arrière du faisceau.
L’Agincourt est réarmé en 1875 avec un armement uniforme de 17 canons de neuf pouces, 14 sur le pont principal, 2 canons de chasse avant et 1 canon de chasse arrière. Les ports d'armes à feu sont agrandis pour accueillir les plus gros canons à la main. Vers 1883, deux canons de six pouces à chargement par la culasse remplacent 2 canons à chargement de neuf pouces par la bouche. Quatre canons de 4,7 pouces QF Mk I - IV, huit canons de 47 mm modèle 1885, huit mitrailleuses et deux tubes lance-torpilles sont installés en 1891 et 1892.

## Histoire
Le HMS Agincourt est initialement commandé le 2 septembre 1861 en tant que HMS Captain, mais son nom est changé pendant la construction. Le long retard dans l'achèvement était dû aux changements fréquents dans les détails de conception et aux expériences avec son armement et avec son gréement de voile.
La première mission de l’Agincourt, avec son sister-ship Northumberland, est de remorquer une cale sèche flottante d'Angleterre à Madère où elle serait récupérée par les Warrior et Black Prince et emmenée aux Bermudes. Les navires quittent le Nore le 23 juin 1869, chargés de 510 t de charbon rangé dans des sacs sur leurs ponts de canons, et transfèrent le quai flottant 11 jours plus tard après un voyage sans incident. L’Agincourt est affecté à la Channel Fleet à son retour et devient le vaisseau amiral du commandant en second de la flotte jusqu'à ce qu'il entame un carénage en 1873.
C'est au cours de cette mission qu'il faillit couler lorsqu'il s'échoue sur Pearl Rock, près de Gibraltar le 1er juillet 1871. L’Agincourt dirige la colonne côtière de navires, à la place du navire amiral principal, et s'échoue doucement sur le côté, le capitaine du navire amiral principal ne réussit pas à compenser le jeu de la marée. Le Warrior, qui la suit immédiatement, faillit entrer en collision, mais réussit à s'éloigner à temps. L’Agincourt est bloqué et doit être allégé ; ses armes sont retirées et une grande partie de son charbon est jetée par-dessus bord avant d'être remorqué par le Hercules, commandé par Lord Gilford, quatre jours plus tard. Le gros temps s'installe dans la nuit après la libération de l’Agincourt, cela l'aurait détruit s'il fût encore échoué. Le commandant de la flotte Henry Hamilton Beamish et son adjoint sont relevés de leurs commandes à la suite de l'incident. Le navire est réparé à Devonport pour un coût de 1 195 £. Le capitaine John Hopkins prend le commandement en septembre avec le commandant Charles Cooper Penrose-Fitzgerald comme officier exécutif.
En 1873, le vice-amiral Geoffrey Hornby, commandant de la Channel Squadron, transfère son drapeau à l’Agincourt alors que son sister-ship Minotaur, son ancien vaisseau amiral, part pour un radoub qui durera jusqu'en 1875. En 1875, l’Agincourt part à son tour pour un radoub et un réarmement qui durera jusqu'en 1877.
Pendant la guerre russo-turque de 1877-1878, le gouvernement britannique craint que les Russes n'avancent sur la capitale ottomane de Constantinople et ordonna à Hornby de former une escadre de service particulier pour montrer le drapeau à Constantinople et dissuader toute menace russe. L’Agincourt sert de vaisseau amiral à son commandant en second. L'escadre remonte les Dardanelles dans une tempête de neige aveuglante en février 1878. Une fois ces tensions dissipées, le navire retourne dans la Manche, où il sert de deuxième pavillon jusqu'en 1889, notamment lors de la revue de la flotte du jubilé d'or de la reine Victoria en 1887. Au cours de sa carrière active, il sert de navire amiral à pas moins de 15 amiraux. En 1887, il est de nouveau en radoub puis mis en réserve à Portsmouth jusqu'en 1893, date à laquelle il est transféré au port de Portland pour être utilisé comme navire-école.
L’Agincourt sert douze ans à Portland, comme navire de dépôt pour les marins. Il est rebaptisé Boscawen III en mars 1904. En 1905, il est déplacé à Harwich et rebaptisée Ganges II. Après quatre ans à Harwich, le Ganges II fait son dernier voyage, à Sheerness, en 1909. À son arrivée, le vieux navire est converti en ponton charbonnier et rebaptisé C.109. Après cinq décennies, il est ferraillé à partir du 21 octobre 1960.